# Туфару
Туфару (рум. Tufaru) — село у повіті Олт в Румунії. Входить до складу комуни Леляска.
Село розташоване на відстані 136 км на захід від Бухареста, 35 км на північ від Слатіни, 67 км на північний схід від Крайови, 137 км на південний захід від Брашова.

## Населення
За даними перепису населення 2002 року у селі проживала 101 особа, усі — румуни. Усі жителі села рідною мовою назвали румунську.